# Telchinia pharsalus
Telchinia pharsalus is een vlinder uit de familie van de Nymphalidae. De wetenschappelijke naam van de soort is voor het eerst gepubliceerd in 1871 door Christopher Ward.

## Verspreiding
De soort komt voor in Senegal, Guinee, Sierra Leone, Liberia, Ivoorkust, Ghana, Togo, Benin, Nigeria, Kameroen, Equatoriaal Guinea, Gabon, Noord-Congo-Kinshasa, Zuid-Soedan, Ethiopië, Oeganda, Kenia, Rwanda, Tanzania, Angola, Noord-Zambia, Malawi en Mozambique.

## Waardplanten
De rups leeft op:
- Lamiaceae
  - Tectona grandis
- Malvaceae
  - Theobroma cacao
- Moraceae
  - Ficus asperifolia
  - Ficus exasperata
  - Ficus sycomorus
- Urticaceae
  - Boehmeria virgata
  - Laportea ovalifolia
  - Laportea peduncularis